# Sam Brownback
Samuel Dale "Sam" Brownback (født 12. september 1956 i Garnett, Kansas) var fra januar 2011 til 2018 den 46. guvernør for delstaten Kansas.
Han har tidligere været senior-senator. Den 20. januar 2007 bekendtgjorde han sin intention om at forsøge at blive det republikanske partis kandidat ved præsidentvalgene i 2008, men 19. oktober samme år trak han sig fra dette med begrundelsen at han ikke klarede at samle nok penge ind for valgkampen.
Brownback kommer fra en gammel tysk katolsk indvandrerslægt som først bosatte sig i Pennsylvania men drog til Midtvesten efter den amerikanske borgerkrig. Han tog den juridiske doktorgrad ved University of Kansas i 1982.